# 니하우섬

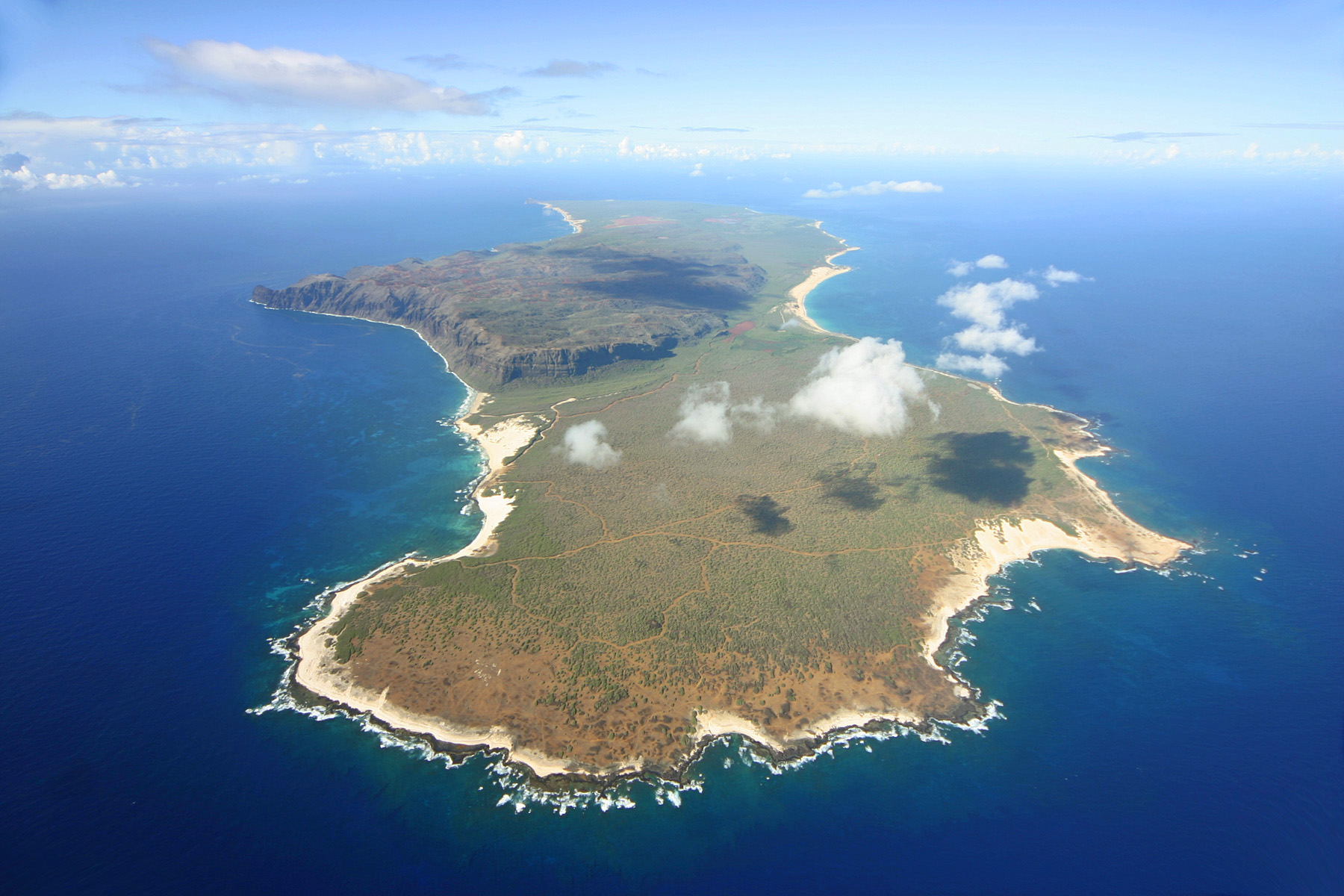
니하우섬

니하우섬(Niʻihau)은 하와이 제도 서쪽 끝의 섬이다. 카우아이섬에서 남서쪽으로 28 km 떨어져 있다. 면적은 180 km2로 하와이 제도의 유인도 가운데 7번째로 크다. 2010년 조사에 따르면 인구는 170명이다. 니하우섬의 주민들은 하와이어의 니하우 방언을 사용한다. 니하우섬은 하와이어가 제1언어로 사용되는 지구상의 유일한 지역이다. 1864년에 스코틀랜드인 엘리자베스 싱클레어가 하와이 왕국에 일만 달러를 주고 니하우섬을 사들였고, 그 뒤 섬의 소유권은 후손들에게 상속되었다. 현재 니하우섬은 브루스 로빈슨과 키스 로빈슨 형제의 소유이다. 섬에 방문할 수 있는 사람은 일반적으로 소유자들의 친척과 미국 해군 및 정부 관계자로 제한되며, 일반인의 방문은 통제된다.

## 기후
| Puʻuwai의 기후            | Puʻuwai의 기후 | Puʻuwai의 기후 | Puʻuwai의 기후 | Puʻuwai의 기후 | Puʻuwai의 기후 | Puʻuwai의 기후 | Puʻuwai의 기후 | Puʻuwai의 기후 | Puʻuwai의 기후 | Puʻuwai의 기후 | Puʻuwai의 기후 | Puʻuwai의 기후 | Puʻuwai의 기후 |
| 월                        | 1월            | 2월            | 3월            | 4월            | 5월            | 6월            | 7월            | 8월            | 9월            | 10월           | 11월           | 12월           | 연간           |
| ------------------------- | -------------- | -------------- | -------------- | -------------- | -------------- | -------------- | -------------- | -------------- | -------------- | -------------- | -------------- | -------------- | -------------- |
| 일평균 최고 기온 °F (°C)  | 79 (26)        | 79 (26)        | 81 (27)        | 82 (28)        | 83 (28)        | 85 (29)        | 86 (30)        | 87 (31)        | 87 (31)        | 86 (30)        | 83 (28)        | 81 (27)        | 83 (28)        |
| 일평균 최저 기온 °F (°C)  | 65 (18)        | 65 (18)        | 65 (18)        | 66 (19)        | 67 (19)        | 69 (21)        | 70 (21)        | 71 (22)        | 71 (22)        | 70 (21)        | 68 (20)        | 66 (19)        | 68 (20)        |
| 평균 강우량 인치 (mm)     | 2.96 (75)      | 1.48 (38)      | 1.53 (39)      | 0.75 (19)      | 0.63 (16)      | 0.33 (8.4)     | 0.50 (13)      | 0.62 (16)      | 0.84 (21)      | 2.35 (60)      | 2.74 (70)      | 2.78 (71)      | 17.51 (445)    |
| 출처: The Weather Channel |                |                |                |                |                |                |                |                |                |                |                |                |                |